# Globo de Ouro de melhor ator em minissérie ou telefilme
O Globo de Ouro de Melhor Ator em minissérie ou filme para televisão (oficialmente: Golden Globe Award for Best Performance by an Actor in a Mini-Series or Motion Picture Made for Television) é um prémio (português europeu) ou prêmio (português brasileiro) dado anualmente pela Hollywood Foreign Press Association na cerimónia dos Golden Globe Awards.

## Vencedores e nomeados
O ano refere-se ao de produção. O prémio é normalmente entregue no ano seguinte.

### Anos 1980
1981: Mickey Rooney – Bill
- Dirk Bogarde – The Patricia Neal Story
- Timothy Hutton – A Long Way Home
- Danny Kaye – Skokie
- Peter O'Toole – Masada
- Ray Sharkey – The Ordeal of Bill Carney
- Peter Strauss – Masada

1982: Anthony Andrews – Brideshead Revisited
- Philip Anglim – The Elephant Man
- Robby Benson – Two of a Kind
- Jeremy Irons – Brideshead Revisited
- Sam Waterston – Oppenheimer

1983: Richard Chamberlain – The Thorn Birds
- Robert Blake – Blood Feud
- Louis Gossett, Jr. – Sadat
- Martin Sheen – Kennedy
- Peter Strauss – Heart of Steel

1984: Ted Danson – Something About Amelia
- James Garner – Heartsounds
- Sam Neill – Reilly: Ace of Spies
- Jason Robards – Sakharov
- Treat Williams – A Streetcar Named Desire

1985: Dustin Hoffman – Death of a Salesman
- Richard Chamberlain – Wallenberg: A Hero's Story
- Richard Crenna – The Rape of Richard Beck
- Kirk Douglas – Amos
- Peter Strauss – Kane & Abel

1986: James Woods – Promise
- James Garner – Promise
- Mark Harmon – The Deliberate Stranger
- Jan Niklas – Peter the Great
- John Ritter – Unnatural Causes

1987: Randy Quaid – LBJ: The Early Years
- Alan Arkin – Escape from Sobibor
- Mark Harmon – After the Promise
- Jack Lemmon – Long Day's Journey Into Night
- Judd Nelson – Billionaire Boys Club
- James Woods – In Love and War

1988: Michael Caine – Jack the Ripper e Stacy Keach – Hemingway
- Richard Chamberlain – The Bourne Identity
- Anthony Hopkins – The Tenth Man
- Jack Lemmon – The Murder of Mary Phagan

1989: Robert Duvall – Lonesome Dove
- John Gielgud – War and Remembrance
- Ben Kingsley – Murderers Among Us: The Simon Wiesenthal Story
- Lane Smith – The Final Days
- James Woods – My Name is Bill W.

### Anos 1990
1990: James Garner – Decoration Day
- Steven Bauer – Drug Wars: The Camarena Story
- Michael Caine – Jekyll & Hyde
- Tom Hulce – Murder in Mississippi
- Burt Lancaster – The Phantom of the Opera
- Rick Schroder – The Stranger Within

1991: Beau Bridges – Without Warning: The James Brady Story
- Sam Elliott – Conagher
- Peter Falk – Columbo and the Murder of a Rock Star
- Sam Neill – One Against the Wind
- Sidney Poitier – Separate But Equal

1992: Robert Duvall – Stalin
- Anthony Andrews – Jewels
- Philip Casnoff – Sinatra
- Jon Voight – The Last of His Tribe
- James Woods – Citizen Cohn

1993: James Garner – Barbarians at the Gate
- Peter Falk – Columbo: It's All in the Game
- Jack Lemmon – A Life in the Theatre
- Matthew Modine – And the Band Played On
- Peter Strauss – Men Don't Tell

1994: Raúl Juliá – The Burning Season
- Alan Alda – White Mile
- James Garner – Breathing Lessons
- Rutger Hauer – Fatherland
- Samuel L. Jackson – Against the Wall

1995: Gary Sinise – Truman
- Alec Baldwin – A Streetcar Named Desire
- Charles S. Dutton – The Piano Lesson
- Laurence Fishburne – The Tuskegee Airmen
- James Woods – Indictment: The McMartin Trial

1996: Alan Rickman – Rasputin: Dark Servant of Destiny
- Stephen Rea – Crime of the Century
- Armand Assante – Gotti
- Beau Bridges – Losing Chase
- James Woods – The Summer of Ben Tyler

1997: Ving Rhames – Don King: Only in America *
- Armand Assante – The Odyssey
- Jack Lemmon – 12 Angry Men
- Matthew Modine – What the Deaf Man Heard
- Gary Sinise – George Wallace

*Ving Rhames pediu a Jack Lemmon subir no palco, e partilhou com ele o prêmio.
1998: Stanley Tucci – Winchell
- Peter Fonda – The Tempest
- Sam Neill – Merlin
- Bill Paxton – A Bright Shining Lie
- Christopher Reeve – Rear Window
- Patrick Stewart – Moby-Dick

1999: Jack Lemmon – Inherit the Wind
- Jack Lemmon – Tuesdays with Morrie
- Liev Schreiber – RKO 281
- Sam Shepard – Dash and Lilly
- Tom Sizemore – Witness Protection

### Anos 2000
| 2000: Brian Dennehy – Death of a Salesman - Alec Baldwin – Nuremberg - Brian Cox – Nuremberg - Andy Garcia – For Love or Country: The Arturo Sandoval Story - James Woods – Dirty Pictures 2001: James Franco – James Dean - Kenneth Branagh – Conspiracy - Ben Kingsley – Anne Frank: The Whole Story - Damian Lewis – Band of Brothers - Barry Pepper – 61* 2002: Albert Finney – The Gathering Storm - Michael Gambon – Path to War - Michael Keaton – Live from Baghdad - William H. Macy – Door to Door - Linus Roache – RFK 2003: Al Pacino – Angels in America - Antonio Banderas – And Starring Pancho Villa as Himself - James Brolin – The Reagans - Troy Garity – Soldier's Girl - Tom Wilkinson – Normal 2004: Geoffrey Rush – The Life and Death of Peter Sellers - Mos Def – Something the Lord Made - Jamie Foxx – Redemption: The Stan Tookie Williams Story - William H. Macy – The Wool Cap - Patrick Stewart – The Lion in Winter | 2005: Jonathan Rhys Meyers – Elvis - Kenneth Branagh – Warm Springs - Ed Harris – Empire Falls - Bill Nighy – The Girl in the Café - Donald Sutherland – Human Trafficking 2006: Bill Nighy – Gideon's Daughter - Andre Braugher – Thief - Robert Duvall – Broken Trail - Michael Ealy – Sleeper Cell - Chiwetel Ejiofor – Tsunami: The Aftermath - Ben Kingsley – Mrs. Harris - Matthew Perry – The Ron Clark Story 2007: Jim Broadbent – Longford - Adam Beach – Bury My Heart at Wounded Knee - Ernest Borgnine – A Grandpa for Christmas - Jason Isaacs – The State Within - James Nesbitt – Jekyll 2008: Paul Giamatti – John Adams - Ralph Fiennes – Bernard and Doris - Kevin Spacey – Recount - Kiefer Sutherland – 24: Redemption - Tom Wilkinson – Recount 2009: Kevin Bacon – Taking Chance - Kenneth Branagh – Wallander: One Step Behind - Chiwetel Ejiofor – Endgame - Brendan Gleeson – Into the Storm - Jeremy Irons – Georgia O'Keeffe |

### Anos 2010
| 2010: Al Pacino – You Don't Know Jack como Jack Kevorkian - Idris Elba – Luther como John Luther - Ian McShane – The Pillars of the Earth como Waleran Bigod - Dennis Quaid – The Special Relationship como Bill Clinton - Édgar Ramírez – Carlos como Ilich Ramírez Sánchez 2011: Idris Elba – Luther como John Luher - Hugh Bonneville – Downton Abbey como Robert Crawley, Conde de Grantham - William Hurt – Too Big to Fail como Henry Paulson - Bill Nighy – Page Eight como Johnny Worricker - Dominic West – The Hour como Hector Madden 2012: Kevin Costner – Hatfields & McCoys como Devil Anse Hatfield - Benedict Cumberbatch – Sherlock como Sherlock Holmes - Woody Harrelson – Game Change como Steve Schmidt - Toby Jones – The Girl como Alfred Hitchcock - Clive Owen – Hemingway & Gellhorn como Ernest Hemingway 2013: Michael Douglas – Behind the Candelabra como Liberace - Matt Damon – Behind the Candelabra como Scott Thorson - Chiwetel Ejiofor – Dancing on the Edge como Louis Lester - Idris Elba – Luther como Detetive Chefe Inspetor John Luther - Al Pacino – Phil Spector como Phil Spector 2014: Billy Bob Thornton – Fargo como Lorne Malvo - Martin Freeman – Fargo como Lester Nygaard - Woody Harrelson – True Detective como Detetive Martin Hart - Matthew McConaughey – True Detective como Detetive Rust Cohle - Mark Ruffalo – The Normal Heart como Ned Weeks | 2015: Oscar Isaac – Show Me a Hero como Nick Wasicsko - Idris Elba – Luther como DCI John Luther - David Oyelowo – Nightingale como Peter Snowden - Mark Rylance – Wolf Hall como Thomas Cromwell - Patrick Wilson – Fargo como State Trooper Lou Solverson 2016: Tom Hiddleston – The Night Manager como Jonathan Pine - Riz Ahmed – The Night Of como Nasir 'Naz' Khan - Bryan Cranston – All The Way como Lyndon B. Johnson - John Turturro – The Night Of como John Stone - Courtney B. Vance – The People v. O.J. Simpson: American Crime Story como Johnnie Cochran 2017: Ewan McGregor – Fargo como Emmit e Raymond "Ray" Stussy - Robert De Niro – The Wizard of Lies como Bernard Madoff - Jude Law – The Young Pope como Papa Pius XIII - Kyle MacLachlan – Twin Peaks como Dale Cooper - Geoffrey Rush – Genius como Albert Einstein 2018: Darren Criss – The Assassination of Gianni Versace: American Crime Story como Andrew Cunanan - Antonio Banderas – Genius: Picasso como Pablo Picasso - Benedict Cumberbatch – Patrick Melrose como Patrick Melrose - Hugh Grant – A Very English Scandal como Jeremy Thorpe - Daniel Brühl – The Alienist como Dr. Laszlo Kreizler 2019: Russell Crowe – The Loudest Voice como Roger Ailes - Christopher Abbott – Catch-22 como Capt. John Yossarian - Sacha Baron Cohen – The Spy como Eli Cohen / Kamel Amin Thaabet - Jared Harris – Chernobyl como Valery Legasov - Sam Rockwell – Fosse/Verdon como Bob Fosse |

### Década de 2020
2020: Mark Ruffalo – I Know This Much Is True como Dominick e Thomas Birdsey
- Bryan Cranston – Your Honor como Michael Desiato
- Ethan Hawke – The Good Lord Bird como John Brown
- Hugh Grant – The Undoing como Jonathan Fraser
- Jeff Daniels – The Comey Rule como James Comey

2021: Michael Keaton – Dopesick como Dr. Samuel Finnix
- Paul Bettany – WandaVision como Visão
- Ewan McGregor – Halston como Roy Halston Frowick
- Oscar Isaac – Scenes from a Marriage como Jonathan Levy
- Tahar Rahim – The Serpent como Charles Sobhraj

2022: Evan Peters – Dahmer – Monster: The Jeffrey Dahmer Story como Jeffrey Dahmer 
- Taron Egerton – Black Bird como James "Jimmy" Keene Jr.
- Colin Firth – The Staircase como Michael Peterson
- Sebastian Stan – Pam & Tommy como Tommy Lee
- Andrew Garfield – Under the Banner of Heaven como Detetive Jeb Pyre

2023: Steven Yeun – Beef como Danny Cho 
- Jon Hamm – Fargo como Xerife Roy Tillman
- Sam Claflin – Daisy Jones & The Six como Billy Dunne
- Matt Bomer – Fellow Travelers como Hawkins "Hawk" Fuller
- David Oyelowo – Lawmen: Bass Reeves como Bass Reeves
- Woody Harrelson – White House Plumbers como E. Howard Hunt

2024: Colin Farrell – The Penguin como Oswald "Oz" Cobb / Pinguim
- Kevin Kline – Disclaimer como Stephen Brigstocke
- Cooper Koch – Monsters: The Lyle and Erik Menendez Story como Erik Menendez
- Andrew Scott – Ripley como Tom Ripley
- Richard Gadd – Baby Reindeer como Donny Dunn
- Ewan McGregor – A Gentleman in Moscow como Conde Alexander Rostov